# 南桥镇 (万宁市)
南桥镇是中华人民共和国海南省万宁市下辖的一个镇。

## 行政区划
南桥镇下辖以下村级行政区划单位：
小管村、桥南村、南桥村、桥中村、桥北村、高龙村和新坡村。